# نادي جيرونا
نادي جيرونا لكرة القدم (بالإسبانية: Girona Futbol Club, S.A.D.) نادي كرة قدم إسباني يقع في مدينة جيرونا في إقليم كتالونيا ، ويلعب في الدوري الإسباني الدرجة الأولى. صعد موسم 2022-23. تم تأسيس النادي في سنة 1930.

الشعار السابق للنادي

## اللاعبون

### الفريق الأول
آخر تحديث 4 فبراير 2023.
ملاحظة: تشير الأعلام إلى المنتخب الوطني على النحو المحدد في قواعد الأهلية للفيفا. قد يحمل اللاعبون أكثر من جنسية واحدة غير تابعة للفيفا.
| الرقم | البلد      | المركز | اللاعب                                         |
| ----- | ---------- | ------ | ---------------------------------------------- |
| 1     | إسبانيا    | حارس   | خوان كارلوس                                    |
| 2     | كولومبيا   | مدافع  | بيرناردو ايسبينوسا                             |
| 3     | إسبانيا    | مدافع  | ميغيل غوتيريز                                  |
| 4     | إسبانيا    | مدافع  | Arnau Martínez                                 |
| 5     | إسبانيا    | مدافع  | دايفيد لوبيز                                   |
| 6     | مالي       | وسط    | Ibrahima Kebe ‏                                 |
| 7     | الأوروغواي | مهاجم  | كريستيان ستواني (C)                            |
| 8     | أوكرانيا   | وسط    | فيكتور تسيهانكوف                               |
| 9     | الأرجنتين  | مهاجم  | فالنتين كاستيلانوس (معار من نادي نيويورك سيتي) |
| 11    | إسبانيا    | مهاجم  | فاليري فرنانديز                                |
| 12    | إسبانيا    | وسط    | توني فيلا                                      |
| 13    | الأرجنتين  | حارس   | باولو غازانيغا (معار من فولهام)                |
| 14    | إسبانيا    | وسط    | أليكس غارسيا                                   |

| الرقم | البلد      | المركز | اللاعب                                    |
| ----- | ---------- | ------ | ----------------------------------------- |
| 15    | إسبانيا    | مدافع  | خوان بيدرو (V.C)                          |
| 16    | إسبانيا    | مدافع  | خافيير هرنانديز (معار من نادي ليغانيس)    |
| 17    | إسبانيا    | مهاجم  | رودريغو ريكيلمي (معار من أتلتيكو مدريد)   |
| 18    | إسبانيا    | وسط    | أوريول روميو                              |
| 19    | البرازيل   | وسط    | رينيير جيسوس (معار من ريال مدريد)         |
| 20    | البرازيل   | مدافع  | يان كوتو (معار من مانشستر سيتي)           |
| 21    | فنزويلا    | وسط    | يانخيل هيريرا (معار من مانشستر سيتي)      |
| 22    | الأوروغواي | مدافع  | سانتياغو بوينو                            |
| 23    | إسبانيا    | وسط    | إيفان مارتين نونيز (معار من نادي فياريال) |
| 24    | إسبانيا    | وسط    | بورخا غارسيا                              |
| 25    | بيرو       | مدافع  | الكسندر كالينس                            |
| 26    | إسبانيا    | حارس   | توني فويدياس                              |

### الاحتياط
ملاحظة: تشير الأعلام إلى المنتخب الوطني على النحو المحدد في قواعد الأهلية للفيفا. قد يحمل اللاعبون أكثر من جنسية واحدة غير تابعة للفيفا.
| الرقم | البلد   | المركز | اللاعب      |
| ----- | ------- | ------ | ----------- |
| 30    | إسبانيا | حارس   | Lluc Matas  |
| 33    | إسبانيا | مهاجم  | Joel Roca   |
| 34    | إسبانيا | مدافع  | Biel Farrés |

| الرقم | البلد     | المركز | اللاعب        |
| ----- | --------- | ------ | ------------- |
| 36    | إسبانيا   | وسط    | ريكارد أرتيرو |
| 37    | موريتانيا | مهاجم  | Dawda Camara  |

### المٌعارون
تنتهي إعارة جميع اللاعبين في 30 يونيو 2023.
ملاحظة: تشير الأعلام إلى المنتخب الوطني على النحو المحدد في قواعد الأهلية للفيفا. قد يحمل اللاعبون أكثر من جنسية واحدة غير تابعة للفيفا.
| الرقم | البلد   | المركز | اللاعب                             |
| ----- | ------- | ------ | ---------------------------------- |
|       | إسبانيا | مدافع  | Eric Monjonell (إلى لوميل يونايتد) |
|       | إسبانيا | وسط    | Álex Sala (إلى نادي ساباديل)       |
|       | إسبانيا | وسط    | باو فيكتور (إلى نادي ساباديل)      |
|       | إسبانيا | وسط    | رامون تيراتس (إلى نادي فياريال ب)  |
|       | إسبانيا | مهاجم  | Arnau Ortiz ‏ (إلى ريال مورسيا)     |

| الرقم | البلد   | المركز | اللاعب                             |
| ----- | ------- | ------ | ---------------------------------- |
|       | إسبانيا | مهاجم  | Gabri Martínez (إلى San Fernando ‏) |
|       | المغرب  | مهاجم  | Ilyas Chaira (إلى San Fernando ‏)   |
|       | إسبانيا | مهاجم  | مانو فاييخو (إلى ريال أوفييدو)     |
|       | إسبانيا | مهاجم  | أوسكار أورينا (إلى نادي قرطاجنة)   |